# Flagellopantopus
Flagellopantopus – wymarły rodzaj stawonogów z gromady kikutnic. Obejmuje tylko jeden opisany gatunek, Flagellopantopus blocki. Żył w dewonie na terenie odpowiadającym Europie. Miał cztery pary odnóży krocznych o rozpiętości około 90 mm. Wyróżniał się na tle pozostałych kikutnic odwłokiem zwieńczonym biczykowatym, dłuższym od ciała telsonem. Zamieszkiwał dno mórz.

## Taksonomia i ewolucja
Zwierzę to pojawiło się po raz pierwszy w literaturze w 2004 roku w publikacji Markusa Poschmanna jako podpisana Flagellopantopus ilustracja. Nazwa ta stanowiła wówczas nomen nudum ze względu na brak diagnozy taksonu. Formalnie rodzaj i gatunek typowy opisane zostały po raz pierwszy w 2006 roku przez Markusa Poschmanna i Jasona A. Dunlopa na łamach „Palaeontology”. Opisu dokonano na podstawie pojedynczej, datowanej na wczesny esm w dewonie skamieniałości odnalezionej w ogniwie Wingertshell formacji Kaub na terenie nieczynnego kamieniołomu Obereschenbach koło Bundenbachu w niemieckich górach Hunsrück. Nazwa rodzajowa nawiązuje do biczykowatego telsona (flagellum) zwierzęcia i jedynego współczesnego rzędu kikutnic, Pantopoda. Epitet gatunkowy nadano zaś na cześć Helmuta Blocka, który przekazał holotyp.
Poschmann w 2004 roku sklasyfikował omawiany rodzaj w pozycji siostrzanej względem Pantopoda. W 2006 roku Poschmann i Dunlop umieścili go jako siostrzany dla wszystkich pozostałych Eupycnogonida z wyjątkiem Palaeoisopus, którego uznali za najbardziej bazalnego w obrębie gromady. Bazalną pozycję Palaeoisopus i Flagellopantopus argumentowali obecnością u nich telsonu – cechy plezjomorficznej stawonogów, natomiast większy prymitywizm Palaeoisopus niż Flagellopantopus, obecnością u tego pierwszego czterech, a u tego drugiego dwóch lub trzech segmentów odwłoka. Inne podejście przedstawione zostało w 2007 roku przez Rogera N. Bambera. Wg niego Flagellopantopus przypomina już wystarczająco współczesne kikutnice, a telson może nie być częścią okazu. Autor ów zaliczył omawiany rodzaj do rzędu Pantopoda, zaznaczając, że jeśli telson okazałby się nie być częścią zwierzęcia, należałoby go przyporządkować do linii ewolucyjnej obejmujące także jurajskie rodzaje przypominające Endeidae, które to sklasyfikował w Palaeoendeinae. O współczesnym wyglądzie przesądzać miały pozbawione obrączkowatych nabrzmiałości wyrostki boczne i walcowate odnóża o różnych rozmiarów członach. Inne wyniki uzyskał Sylvain Charbonnier. W 2009 roku opublikował w monografii Le Lagerstätte de la Voulte kladogram, w którym Flagellopantopus zajął pozycję siostrzaną względem współczesnej rodziny Austrodecidae. W 2019 roku Romain Sabroux i inni dokonali reinterpretacji skamieniałości Flagellopantopus. Wg nich, to co Poschmann i Dunlop uznali za biodra, stanowi obrączkowaną część wyrostków bocznych, a omawiany rodzaj należy umieszczać bliżej Palaeopantopus (Palaeopantopoda) niż Pantopoda. Mimo to Flagellopantopus jako członka Pantopoda klasyfikuje Pycnobase, natomiast A summary list of fossil spiders and their relatives z 2020 roku klasyfikuje go jako incertae sedis w obrębie Pycnogonida.

## Morfologia
Zwierzę to osiągało około 26 mm długości ciała i około 90 mm rozpiętości odnóży. Oskórek miało pokryty drobnym krostkami. Cefalosoma zaopatrzona była w szeroki, nie krótszy niż 6 mm, workowaty, zwrócony ku przodowi ryjek,  umieszczoną w przedniej części nabrzmiałość reprezentującą przypuszczalnie wzgórek oczny, smukłe nogogłaszczki i owigery oraz pierwszą parę odnóży krocznych. Nie stwierdzono obecności szczękoczułków (cheliforów) – musiały być silnie uwstecznione lub całkiem zanikłe. Pozostałe trzy pary odnóży krocznych osadzone były na tułowiu. Przekrój odnóży był okrągły do eliptycznego. Liczby członów przydatków nie da się ustalić ze względu na uszkodzenie skamieniałości niewłaściwą preparatyką. Odwłok składał się z dwóch lub trzech dużych, prawie prostokątnych segmentów. Z końca ostatniego z nich wyrastał telson w formie długiego na 66 mm, cienkiego, wieloczłonowanego biczyka (flagellum) o okrągłym do owalnego przekroju.

## Paleoekologia
Kikutnica ta zasiedlała dno morskie, wchodząc w skład bentosu; pozbawiona była adaptacji do aktywnego pływania w postaci spłaszczonych odnóży czy szczecin pławnych. Brak szczękoczułków (cheliforów) wskazuje na adaptację do wysysania ofiar bez ich chwytania – współczesne kikutnice o zanikłych szczękoczułkach żerują wyłącznie na organizmach osiadłych. Biczykowaty telson był zbyt delikatny by służyć do obrony lub jako ster i przypuszcza się, że pełnił funkcję zmysłową.